# Cantonul Molsheim
Cantonul Molsheim este un canton din arondismentul Molsheim, departamentul Bas-Rhin, regiunea Alsacia, Franța.

## Comune
- Altorf
- Avolsheim
- Bergbieten
- Bischoffsheim
- Bœrsch
- Dachstein
- Dahlenheim
- Dangolsheim
- Dorlisheim
- Duppigheim
- Duttlenheim
- Ergersheim
- Ernolsheim-Bruche
- Flexbourg
- Grendelbruch
- Griesheim-près-Molsheim
- Innenheim
- Kirchheim
- Marlenheim
- Mollkirch
- Molsheim
- Nordheim
- Odratzheim
- Ottrott
- Rosenwiller
- Rosheim
- Scharrachbergheim-Irmstett
- Saint-Nabor
- Soultz-les-Bains
- Wangen
- Wolxheim